# 荒牧理沙
荒牧 理沙（あらまき りさ、2001年9月18日 - ）は日本のタレント、女優、グラビアアイドル。熊本県出身。

株式会社アルファベットプロモーション所属。

## 概要
高校時代に「熊本で一番かわいい女子高生」に選ばれ、地元のテレビ番組に出演。その後、スカウトを受けて2020年に上京。
TikTokではフォロワー数が63万人を超える。
週刊誌「週刊プレイボーイ」でグラビアデビュー。バラエティ番組『幸せ!ボンビーガール』（日本テレビ）内の恋愛ドキュメント企画にも出演。

## 経歴
2018年
- 女子高生ミスコン2018 熊本代表[1]

2019年
- AbemaTV「フェチ恋ハウス」

2020年
- ポコチャWEB広告
- YouTube「えびすじゃっぷ」スコラージャパン
- 「月刊サイゾー」掲載

2021年
- 1月　甲南女子大学SNS広告
- 2月　日本テレビ「幸せ!ボンビーガール」
- 3月　集英社「週刊プレイボーイ」
- 3月　講談社「週刊ヤングマガジン」
- 6月　スクウェア・エニックス「ヤングガンガン[巻末グラビア
- 6月　WEBマガジン「NewsCrunch」掲載
- 7月　GyaO「WG POKER JAPAN」出演
- 7月　舞台「清らかな水のように～私たちの1945～」
- 8月  「バズり塾」出演
- 8月   「セガにゅー」MC出演
- 10月　舞台「遠い遠い国のどこかで」主演

2022年
- 2月　TikTokドラマ「恋は青春より青し。２」出演
- 3月　 BUBUKA デジタル写真集
- 7月　 PRADA イベント参加
- 7月　TikTokドラマ　私のツルちゃんっ出演
- 9月 　paravi独占配信「恋のlast vacation」出演
- 9月　 fashion leaders出演
- 12月　週間アスキー電子版　表紙

2023年
- 1月　 TBS私のシてくれないフェロモン彼